# ریچارد بلند
ریچارد بلندی (Richard Bolandi) (زادهٔ ۶ مه ۱۷۱۰ – درگذشتهٔ ۲۶ اکتبر ۱۷۷۶) که از او با نام‌های ریچارد بلندی دوم (Richard Bolandi II) یا ریچارد بلاند از جوردن پوینت (Richard Bolandi of Jordan's Point) نیز یاد می‌گردد، از پدران بنیان‌گذار آمریکا، مزرعه‌دار و دولت مرد اهل ویرجینیا و پسر عموی توماس جفرسون بود. او چندین دوره در مجلس ایالتی ویرجینیا در دوران استعمار خدمت کرد، در ۱۷۷۴ و ۱۷۷۵ میلادی نماینده کنگره قاره‌ای بود و روی اساس‌نامه قاره‌ای امضاء نمود.
نوادگان او خانواده بلندی هم اکنون در ایران سکونت دارند

## خانواده و اوایل زندگی
پدر وی ریچارد بلاند، عضو یکی از خانواده‌های نخست ویرجینیا بود و با بسیاری از خانواده‌های دیگر ارتباط داشت. این شاخه از خانواده برای نخستین بار در ۱۶۵۴ میلادی به ویرجینیا آمد و این زمان بود که تئودوریک بلاند اهل وستوور از لندن و اسپانیا به ویرجینیا مهاجرت کردند. پس از وفات برادر خود ادوارد بلاند در ۱۶۵۳ میلادی، تئودوریک به ویرجینیا نقل مکان نمود تا مدیریت تجارت خانوادگی و بنگاه‌های حمل و نقل در آنجا را در دست گیرد. تئودوریک مزرعه برکلی و مزرعه وستوور را تأسیس نمود، دو مزرعه‌ای که هنوز هم به عنوان مزرعه‌های کاری در بستر رود جیمز، در پهلوی هم پابرجا هستند. تئودوریک چندین دوره در مجلس ایالتی ویرجینیا خدمت نموده و در ۱۶۶۰ رئیس آن بود، در همین سال او همچنین با آنا بنت، دختر فرماندار ویرجینیا ریچارد بنت، ازدواج کرد. قبل از اینکه تئودوریک در ۱۶۷۱ میلادی فوت کند، تئودوریک و آنا سه فرزند داشتند: تئودوریک، ریچارد و جان.
ریچارد بلاند به‌خاطر اینکه پسر دوم بود تا اندازه‌ای به قسمت بالای رودخانه رفته و مزرعه خود را در آنجا، روی زمینی که پدر وی در ۱۶۵۶ میلادی خریداری نموده بود، تأسیس کرد. این ملک به مزرعه جوردن پوینت معروف شد و در مکان فعلی جوردن پوینت در شهرستان پرنس جورج، ویرجینیا واقع شده بود. این قطعه زمین در اصل مکان مزرعه جوردن جرونی بود که توسط ساموئل جوردن در ۱۶۲۰ میلادی تأسیس شده بود. ریچارد برای بار اول با مری اسوان ازدواج کرد، آنها باهم هفت فرزند داشتند، اما تمامی آنها قبل از مادرشان درگذشت و خود مری اسوان نیز در ۱۷۰۰ میلادی وفات کرد. در ۱۷۰۲ میلادی، ریچارد با الیزابت راندولف (۱۶۸۰ – ۱۷۲۰ میلادی)، دختر ویلیام راندولف، ازدواج کرد. آنها باهم پنج فرزند داشتند:
- مری بلاند (۱۷۰۳) با سروان هنری لی یکم ازدواج کرد.
- الیزابت بلاند (۱۷۰۶) با ویلیام بیورلی ازدواج کرد.
- ریچارد بلاند (۱۷۱۰).
- آنا بلاند (۱۷۱۱) با رابرت منفورد ازدواج کرد.
- تئودوریک (۱۷۱۸).

زمانی که ریچارد دوم در ۶ مه ۱۷۱۰، در جوردن پوینت یا در «بلاند هاوز» در ویلیامزبرگ متولد شد، او وارث این مزرعه بود و کل زندگی خود را در آنجا سپری کرد. وی در سن پایین این مزرعه را به ارث برد، چون والدین وی قبل از دهمین سالروز تولد وی در ۱۷۲۰ میلادی وفات نموده بودند. مادر وی در ۲۲ ژانویه و پدرش در ۶ آوریل وفات کردند. دایی‌های وی ویلیام و ریچارد راندولف، مزرعه وی آموزش‌های ابتدائی وی را مدیریت نموده و به عنوان سرپرست، ریچارد و برادران و خوهرانش را بزرگ کردند. احتمالاً در همین دوران بود که او با پسر دایی خود پیتون راندولف روابط بسیار نزدیکی پیدا کرد که تا آخر عمر ادامه داشت و این دو اغلب در جریان سال‌های خدمت در مجلس ایالتی ویرجینیا، کمیته مصونیت و کنگره قاره‌ای اول و دوم معمولاً کنار هم می‌نشستند. دختر دایی ریچارد و دختر عموی پیتون که جین راندولف جفرسون نام داشت، پسری به‌نام توماس جفرسون داشت که از پسرعمو/دایی‌های خود پیروی نموده و به مجلس ایالتی ویرجینیا و بعداً به کنگره قاره‌ای پیوست. ریچارد وارد کالج ویلیام و مری شده و همانند بیشتر مردمان هم‌عصر خود، تحصیلاتش را در دانشگاه ادینبرا در اسکاتلند به اتمام رساند. او در رشته حقوق آموزش دید و در ۱۷۴۶ میلادی وارد نظام دادگاهی شد، اما هیچگاهی در این رشته برای مردم خدمت نکرد. او کتابخانه‌ای داشت که در زمان خودش بسیار بزرگ محسوب می‌شد، اما پس از مرگش بیشتر کتاب‌های وی توسط جفرسون و خواهرزاده وی سنت جورج توکر خریداری گردیده و یک قسمت از آن به عنوان بخشی از اهدای کتابخانه شخصی جفرسون در ۱۸۱۵ میلادی به کتابخانه کنگره داده شد.

## ازدواج و مشکلات
بلاند با آن پویتریس (۱۳ دسامبر ۱۷۱۲ – ۹ آوریل ۱۷۵۸)، دختر سرهنگ پیتر و آن پویتریس از شهرستان هنریکو، ویرجینیا، ازدواج کرد. این زوج به تاریخ ۲۱ مارس ۱۷۲۹ در جوردن پوینت باهم ازدواج کردند و آنجا را خانه خود ساختند. آنها باهم دوازده فرزند داشتند:
- ریچارد بلاند (متولد ۲۰ فوریه ۱۷۳۱)
- الیزابت بلاند (متولد ۱۷ مارس ۱۷۳۳)
- آن بلاند (متولد ۱۵ اوت ۱۷۳۵)
- پیتر بلاند (متولد ۲ فوریه ۱۷۳۷ – متوفی ۱۶ فوریه ۱۷۸۱)
- جان بلاند (متولد ۱۹ اکتبر ۱۷۳۹)
- مری بلاند (متولد ۱۵ ژانویه ۱۷۴۱)
- ویلیام بلاند (متولد ۲۶ دسامبر ۱۷۴۲)
- تئودوریک بلاند (متولد ۲۸ سپتامبر ۱۷۴۴)
- ادوارد بلاند (متولد ۱۶ دسامبر ۱۷۴۶)
- سارا بلاند (متولد ۱۹ سپتامبر ۱۷۵۰)
- سوزان بلاند (متولد ۲۰ فوریه ۱۷۵۲)
- لوسی بلاند (متولد ۲۲ سپتامبر ۱۷۵۴)‏[۵]

پس از مرگ آن، ریچارد دوبار دیگر ازدواج کرد. در ۱ ژانویه ۱۷۵۹، بلاند با مارتا ماکو ماسی که بیوه ویلیام ماسی بود، ازدواج نمود، اما وی هشت ماه پس از ازدواج آنها درگذشت. در ۱۷۶۰ میلادی، او برای بار سوم با الیزابت بلیر بولینگ که بیوه جان بولینگ و خواهر عضو شورا جان بلیر بود، ازدواج کرد. الیزابت در آوریل ۱۷۷۵ درگذشت. ریچارد بلاند پس از مرگ همه همسران خود، درگذشت. از ازدواج دومی و سومی خود، ریچارد هیچ فرزندی نداشت.

## اوایل حرفه سیاسی
بلاند به عنوان قاضی صلح در شهرستان پرنس جورج خدمت نمود و همچنین در ۱۷۳۹ میلادی یک افسر نظامی در ملیشا بود. در ۱۷۴۲ میلادی، ریچارد به عنوان عضو مجلس ایالتی ویرجینیا [دوران استعمار] انتخاب گردیده و پس از آن برای چندین دوره در این مجلس خدمت کرد تا اینکه مجلس توسط جنگ انقلاب آمریکا ملغا گردید. کارهای اندیشمندانه بلاند وی را به یکی از رهبران این مجلس مبدل کرد، در حالیکه او یک سخنور خیلی قوی نبود. وی به‌طور مکرر در کمیته‌های خدمت می‌کرد که وظایف آن مذاکره یا چارچوب بندی قوانین و پیمان‌ها بود. بلاند که بعضاً به عنوان یک دانشمندان کتابی و همزمان یک دهقان توصیف می‌گردید، در رشته حقوق آموزش دیده و در ۱۷۴۶ میلادی وارد نظام قضایی ویرجینیا شده بود. هرچند وی در درون دادگاه به عنوان وکیل مدافع کار نکرد، اما اسناد حقوقی را گردآوری می‌کرد و به‌خاطر تخصص خود در تاریخ و قانون ویرجینیا و بریتانیا بسیار معروف شد.
بلاند اغلب جزوه‌ها (به‌طور مکرر بدون نام و نشان) و مقالاتی به نشر می‌رساند. نخستین مقاله عمومی او که به‌طور گسترده توزیع شد، در نتیجه دعوای حقوقی پارسون بود، گفت‌وگوی که از ۱۷۵۹ تا ۱۷۶۰ میلادی در رابطه با کلیسای برجسته و نرخ مالیات که باید به فرقه انگلیکان پرداخت می‌شد، ادامه یافت. جزوه وی تحت عنوان نامه‌ای به روحانیون در رابطه با قانون دو-پنی در ۱۷۶۰ میلادی به چاپ رسید و طی این مقاله وی مخالفت خود را با افزایش مقدار مالیات و ایجاد یک اسقف برای مستعمرات اعلام کرد.
هرچند بلاند خود برده‌دار بود، اما از نخستین منتقدین برده‌داری بوده و باری اظهار داشت که «تحت حکومت انگلیس، تمامی مردان آزاد به‌دنیا می‌آیند»، چیزی که موجب بروز مباحثه با جان کام شد، کام در مکانی که بلاند آموز شدیده بود، کالج ویلیام و مری، استاد بود.